# Alvydas Vaicekauskas
Alvydas Vaicekauskas (* 13. Juni 1957 in Kedonys, Rajongemeinde Alytus) ist ein litauischer Politiker und Kommunalbeamter.

## Leben
1980 absolvierte er das Diplomstudium der Agronomie an der Lietuvos žemės ūkio akademija.
Von 2000 bis 2003 leitete er Amtsbezirk Pakuonis. Von 2003 bis 2007 war er Administrationsdirektor der Gemeindeverwaltung Prienai und von 2007 bis 2011 Bürgermeister der Rajongemeinde Prienai. Seit 2011 ist er Mitglied im Rat von Prienai.
Ab 1990 war er Mitglied der Lietuvos demokratinė darbo partija, ab 2001 der Lietuvos socialdemokratų partija.
Er ist verheiratet. Mit Frau Audronė hat er den Sohn Audvydas und die Tochter Simona.